# Takahama (Aichi)
Takahama (高浜市 Takahama-shi?) es una ciudad que se encuentra al centro de la Prefectura de Aichi, Japón. 
Según datos del 2010, la ciudad tiene una población estimada de 44.348 habitantes y una densidad de 3.410 personas por km². El área total es de 13 km².
La ciudad fue fundada el 1 de diciembre de 1970.
Al oeste de la ciudad está el puerto de Kinuura en la costa de la bahía de Mikawa.

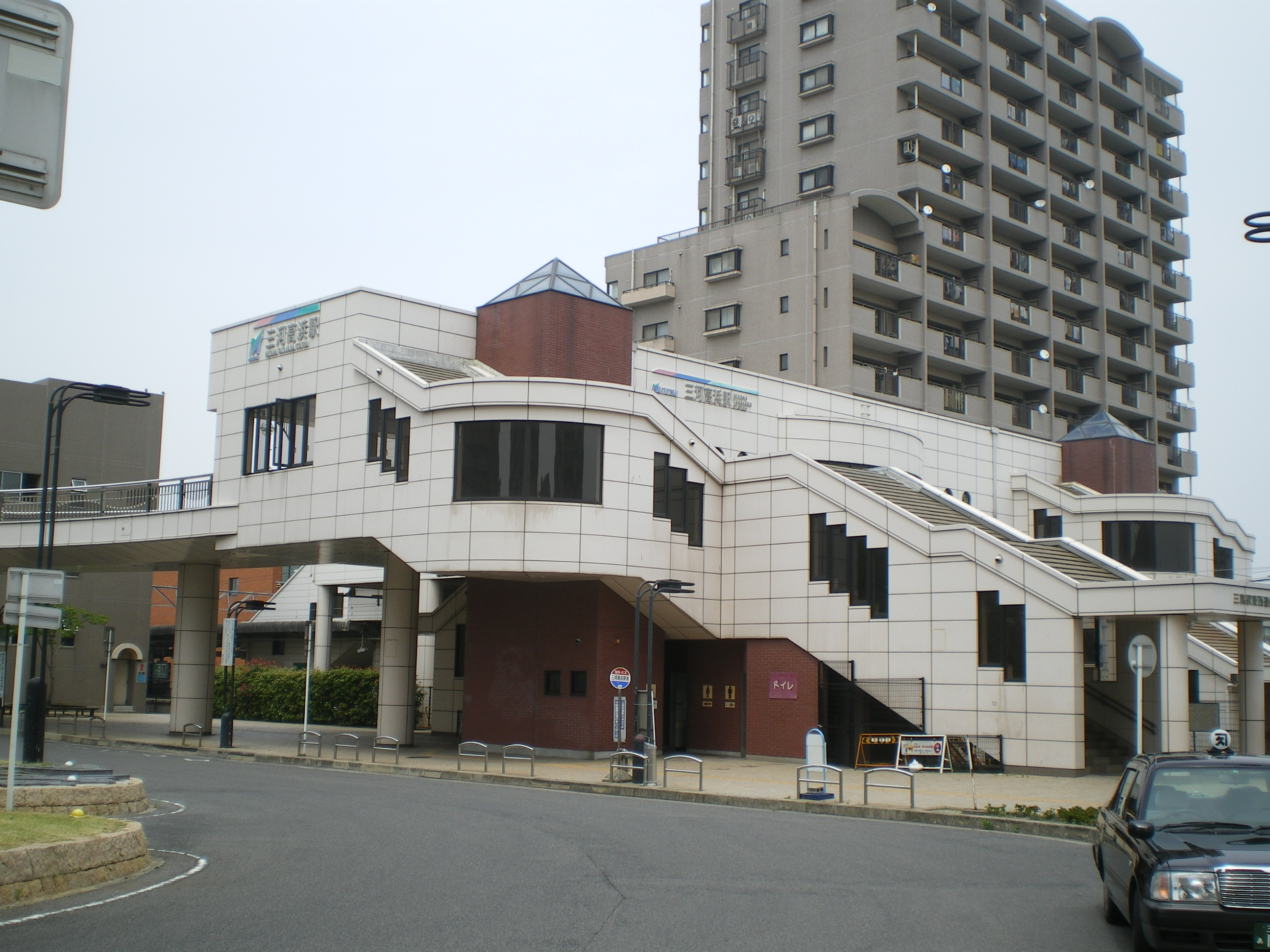
Estación Mikawa Takahama